# Zákon přitažlivosti (film, 2004)
Zákon přitažlivosti je romantická irsko-britsko-německá komedie z roku 2004, kterou režíroval Peter Howitt. Scénář napsal Robert Harling podle příběhu Aline Brosh McKenna. Ve filmu hrají Pierce Brosnan a Julianne Moore. Film vydělal 17.8 milionů dolarů v USA, s rozpočtem 32 milionů dolarů. Ve světě film vydělal přes 30 milionů dolarů.

## Hrají
- Pierce Brosnan – Daniel Rafferty
- Julianne Moore – Audrey Woods
- Nora Dunn – soudkyně Abramovitz
- Frances Fisher – Sara Woods
- Parker Posey – Serena Jamison
- Michael Sheen – Thorne Jamison